# Thaumetopoea bonjeani
La procesionaria del cedro (Thaumetopoea bonjeani) es una especie de polilla de la familia Thaumetopoeidae. Fue descrita por primera vez por Harold Powell en 1922 y se encuentra en Marruecos.
Su envergadura es de 15–16 mm. Las polillas vuelan de julio a octubre. Las larvas se alimentan de especies de cedro.

## Sources
- P.C.-Rougeot, P. Viette (1978). Guide des papillons nocturnes d'Europe et d'Afrique du Nord. Delachaux et Niestlé (Lausanne).

- Datos: Q148885
- Especies: Thaumetopoea bonjeani